# Сепфора
Сепфо́ра (др.-греч. Σεπφώρα), также Сафура (араб. صِفُّورَةَ,صوانة‎) от Ципора (др.-евр. צִפּוֹרָה‬ «птица») — упоминаемая в Пятикнижии жена Моисея, дочь Иофора, жреца и вождя мадианитян.

## Упоминания в Библии
Сепфора была одной из семи дочерей Иофора (Рагуила в Пятикнижии и Ховава в Суд. 4:11), жреца и князя мадианитян. В то время, когда евреи были рабами в Египте, Моисей убил египетского надсмотрщика, ударившего еврея, за что был приговорён фараоном к смерти. Моисею пришлось бежать из Египта в землю Мадиамскую (Исх. 2:15). Однажды он сидел у колодца, куда дочери Иофора привели отцовских овец. Появились другие пастухи и прогнали девушек, чтобы напоить своё стадо первыми. Моисей помог девушкам и напоил их стадо.
Когда девушки возвратились домой, их отец спросил: «Что вы так скоро пришли сегодня?». Девушки ответили: «Какой-то египтянин защитил нас от пастухов, и даже начерпал нам воды и напоил овец [наших]». Иофор сказал: «Где же он? Зачем вы его оставили? Позовите его, и пусть он ест хлеб» (Исх. 2:18-20).
Моисей стал жить среди мадианитян. Иофор выдал за него свою дочь Сепфору, которая родила от него двух сыновей — Гирсама и Елиезера. «Одному имя Гирсам, потому что говорил Моисей: я пришлец в земле чужой; а другому имя Елиезер, потому что [говорил он] Бог отца моего был мне помощником и избавил меня от меча фараонова» (Исх. 18:3-4).
После смерти египетского фараона Бог призвал Моисея вернуться в Египет. Моисей начал путь в Египет, взяв с собой жену и детей.
Один из её детей не был обрезан своевременно, и тогда Господь, явившись Моисею, угрожал ему смертью за такое нарушение Закона. Тогда Сепфора сделала обрезание каменным ножом, и бросила его, обагренного свежею кровью, к ногам Моисея с восклицанием: «Ты жених крови у меня, жених крови — по обрезанию» (Исх. 4:24-26).
После Исхода евреев из Египта Иофор встретился с Моисеем, приведя Сепфору, перед тем возвращённую, и сыновей Моисея (Исх. 18:2).

#### Тёмнокожесть жены Моисея
Ещё одно упоминание о Сепфоре в Библии (Чис. 12:1-15), когда Мириам и Аарон упрекают Моисея за то, что взял в жёны «эфиоплянку», то есть жительницу Куша, или Нубии. Сами мадианитяне имели тёмную кожу и назывались кушим — еврейским словом, обозначающим темнокожих людей.
Древние и средневековые иудейские источники спорят о том, была ли Сепфора кушиткой. Иосиф Флавий сообщает, что кушитка (называемая им эфиопской царевной Тарбис) стала женой Моисея ещё до бегства из Египта — он женился на ней во время южной военной кампании, будучи военачальником в египетском войске. Современные комментаторы Библии сходятся на мнении, что темнокожая кушитка и Сепфора — это две разные женщины, поскольку двоежёнство было законным ещё со времён Иакова. Тем не менее, некоторые исследователи описывают Сепфору как темнокожую кушитку.

## В литературе
- В цикле Марселя Пруста «В поисках утраченного времени» Шарль Сван сравнивает Одетту де Креси с Сепфорой.

## В кинематографе
- 1998 — мультипликационный фильм «Принц Египта» — экранизация событий Исхода. Сепфору озвучила Мишель Пфайффер[3].
- Мультипликационный фильм «Десять заповедей» (2007) и одноимённые фильмы 2006 года[источник не указан 1421 день].
- 2014 — художественный фильм «Исход: Цари и боги», роль исполнила Мария Вальверде.
- 2015/16 — в бразильской библейской теленовелле «Десять заповедей» (порт. Os Dez Mandamentos) роль Сепфоры исполнила Жизель Итие.

## Сепфора в современном мире
- Имя Ципора (ивр. ציפורה‎) можно найти в современном Израиле; часто встречаются сокращённое имя Ципи[источник не указан 3184 дня].
- В русских монастырях остались обычаи называть монашествующих именами святых, в том числе и библейскими, к примеру, схимонахиня Сепфора (Шнякина)[4].